# August Steiger (Sprachpfleger)
August Steiger (* 2. August 1874 in Flawil; † 30. Mai 1954 in Männedorf) war ein Schweizer Lehrer und Sprachpfleger.

## Leben

### Familie
August Steiger war der Sohn des Lehrers Ulrich Steiger und dessen Ehefrau Elise (geb. Lenggenhager).
Er war seit dem 12. August 1903 mit der Sekundarlehrerin und Verfasserin von Erziehungsschriften Marie (* 9. November 1878; † 1. Januar 1969), die Tochter von Emil Lenggenhager, verheiratet; gemeinsam hatten sie einen Sohn und eine Tochter. Seine Ehefrau betätigte sich ebenfalls schriftstellerisch.
1903 liess er sich in Männedorf und 1910 in Küsnacht nieder.

### Werdegang
Nach dem Besuch der Kantonsschule (heute Kantonsschule am Burggraben) in St. Gallen kam August Steiger zur Lehrer-Ausbildung an die Lehramtsschule für Sekundarlehrer, um dann als junger Lehrer in England und in Italien seine Lehr- und Wanderjahre zu verbringen.
Nach seiner Rückkehr immatrikulierte er sich zu einem Studium der deutschen und englischen Sprach- und Literaturwissenschaften an der Universität Genf; das Studium setzte er später an der Universität Leipzig und der Universität Bern fort; dort promovierte er mit seiner Dissertation Thomas Shadwell’s “Libertine”, a complementary study to the Don Juan-literature 1903 zum Dr. phil.
Er war als Lehrer am Gymnasium in Burgdorf tätig, bevor er von 1903 bis 1908 am Gymnasium in Biel unterrichtete. 1908 kam er als Lehrer an die Oberrealschule nach Basel und war dann von 1909 bis 1941 an der Kantonsschule Zürich tätig; in dieser Zeit leistete er von 1914 bis 1918 als Hauptmann seinen Aktivdienst und war während des Zweiten Weltkriegs stellvertretender Ortswehrkommandant in Küsnacht.

### Gesellschaftliches Wirken
August Steiger trat dem Küsnachter Gemeindeverein bei und war einige Zeit dessen Vorsitzer. 1915 wurde er in die Sekundarschulpflege gewählt, der er von 1928 bis 1933 vorstand. Von 1933 bis 1938 übernahm er das Präsidium der zusammengelegten Primar- und Sekundarschulpflege. Anlässlich des Schulneubaus in der Küsnachter Rigistrasse gehörte er als Präsident der ausserordentlichen Baukommission an.
Er war auch Obmann des schweizerischen Dudenausschusses des Deutschschweizerischen Sprachvereins (heute Schweizerischer Verein für die deutsche Sprache).

### Schriftstellerisches Wirken
August Steiger widmete sich intensiv der Sprachpflege und war Schriftleiter der Mitteilungen des Deutschschweizerischen Sprachvereins.
Er war der Verfasser verschiedener deutschkundlicher Schriften, unter anderem veröffentlichte er 1917 Pflege und Schutz der deutschen Sprache in der Schweiz, 1943 Sprachliche Modetorheiten und die biografische Schrift Gottfried Kellers Mutter.

## Mitgliedschaften
August Steiger war anfangs Schriftführer und bis 1952 Obmann des Deutschschweizerischen Sprachvereins; der Verein ernannte ihn auch zu ihrem Ehrenmitglied.

## Schriften (Auswahl)
- Thomas Shadwell’s “Libertine”, a complementary study to the Don Juan-literature. Büchler, Bern 1904.
- Gottfried Kellers Mutter. Ein Büchlein fürs Volk. Zürich 1913.
- Spittelers Sprachkunst. Leemann, Zürich 1915. (Digitalisat)
- Zweierlei Deutsch. In: Jährliche Rundschau des Deutschschweizerischen Sprachvereins, Band 11. 1915. doi:10.5169/seals-595143#64, S. 56–57.
- Pflege und Schutz der deutschen Sprache in der Schweiz. Finckh, Basel 1917.
- Was können wir für unser Schweizerdeutsch tun? Finckh, Basel 1924.
- Von der Buchstabensuppe. In: Jährliche Rundschau des Deutschschweizerischen Sprachvereins, Band 21. 1925. doi:10.5169/seals-595171#51, S. 45–48.
- Fünfundzwanzig Jahre Sprachverein: zur Feier des fünfundzwanzigjährigen Bestandes des Deutschschweizerischen Sprachvereins. In: Jährliche Rundschau des Deutschschweizerischen Sprachvereins, Band 25. 1929. doi:10.5169/seals-595106#35, S. 29–72.
- Sprachlicher Heimatschutz in der deutschen Schweiz. Rentsch, Erlenbach bei Zürich 1930.
- Nachruf: Otto von Greyerz und der Deutschschweizerische Sprachverein. In: Jährliche Rundschau des Deutschschweizerischen Sprachvereins, Band 35. 1939. S. 32–38.
- Nachruf: Pfarrer Eduard Blocher gest. am 24. März 1942. In: Jährliche Rundschau des Deutschschweizerischen Sprachvereins 37, 1941, S. 14–20.
- Zur Lage der deutschen Sprache im Inland und im Ausland. In: Jährliche Rundschau des Deutschschweizerischen Sprachvereins 37, 1941, doi:10.5169/seals-595163#26, S. 20–41.
- Schweizerisches Wortgut im Duden. In: Jährliche Rundschau des Deutschschweizerischen Sprachvereins 37, 1941, S. 62–88.
- Zur Lage der deutschen Sprache im Inland und im Ausland. In: Rundschau des Deutschschweizerischen Sprachvereins, Band 38. 1942. S. 19–36.
- Zur Lage der deutschen Sprache im Inland und im Ausland. In: Rundschau des Deutschschweizerischen Sprachvereins, Band 39. 1943. doi:10.5169/seals-595172#26, S. 15–36.
- Sprachliche Modetorheiten. Haupt, Bern 1943.
- Johannes Grob: der toggenburgische Dichter und appenzellische Ehrenbürger. In: Appenzellische Jahrbücher. Band 71. 1944.
- mit Eduard Blocher, Emil Garraux: Deutsches Ortsnamenbüchlein für die Westschweiz, das Tessin und Graubünden. Buchdruckerei zum Hirzen, Basel 1953.